# Єреванський тролейбус
Єреванський тролейбус (вірм. Երևանյան տրոլեյբուս) — тролейбусна мережа, один із видів громадського транспорту столиці Вірменії міста Єреван. Після закриття тролейбусної мережі в місті Ґюмрі, у 2005 році, єреванський тролейбус став єдиною тролейбусною мережею у Вірменії. 

## Історія

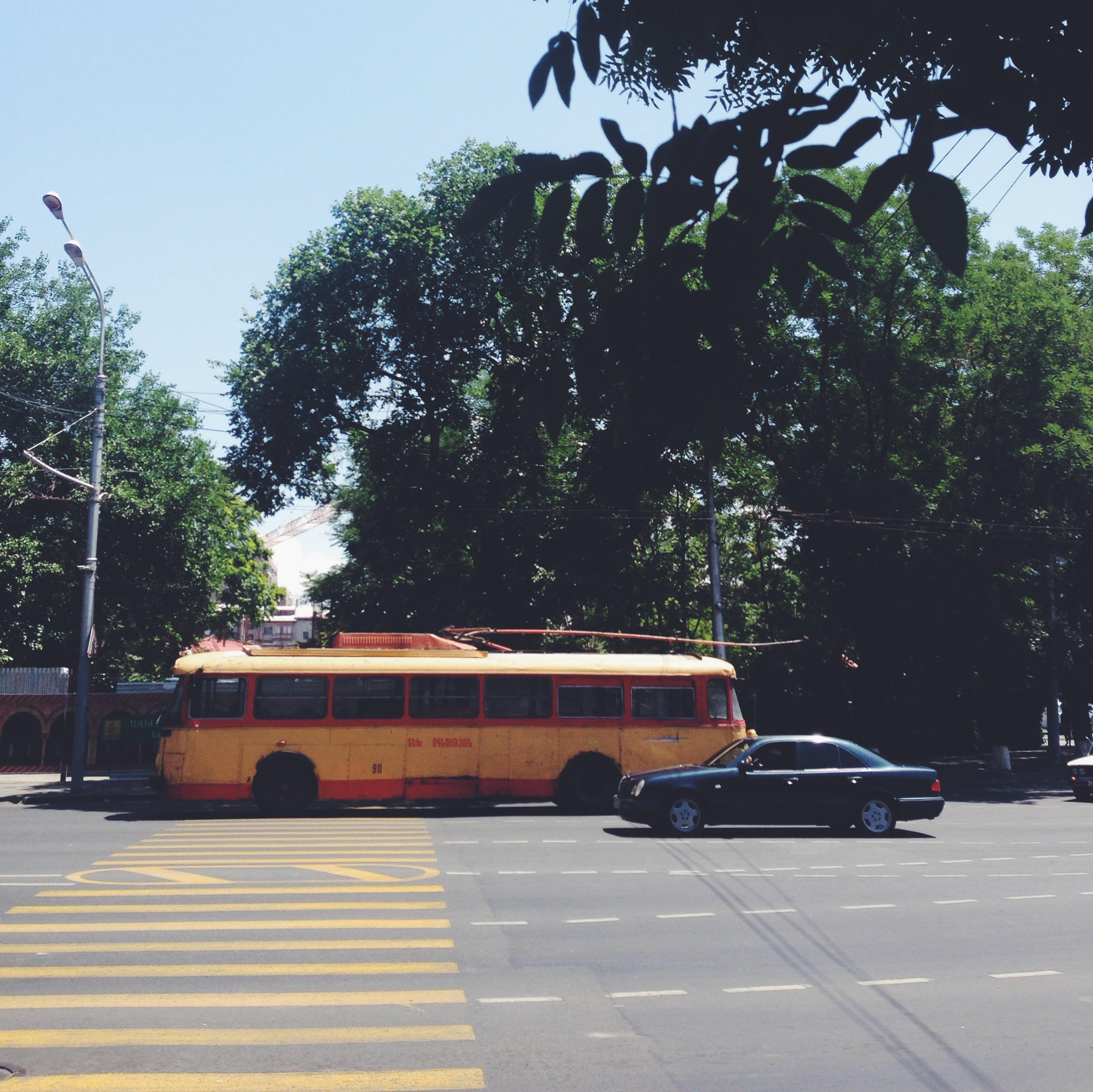
Колишній службовий тролейбус Škoda 9Tr (№ 90)

Тролейбусний рух в Єревані відкритий 16 серпня 1949 року. З часу відкриття мережа була більш розвиненою, аніж на теперішній час.

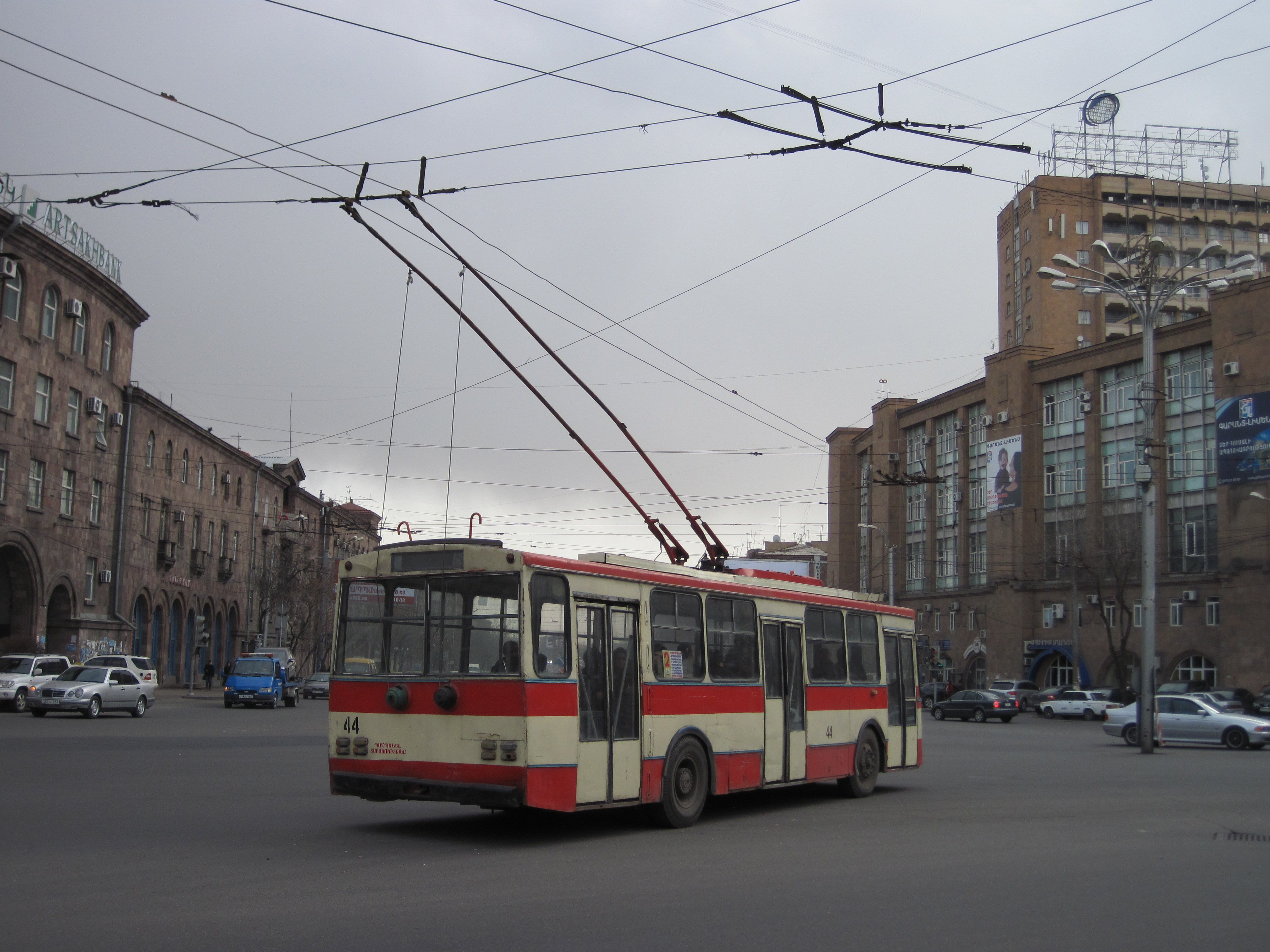
Škoda 14Tr в Єревані

У час найбільшого розвитку, єреванський тролейбус налічував 20 маршрутів, на яких було задіяно близько 300 тролейбусів, більшість серед яких були тролейбуси Škoda 9Tr, Škoda 14Tr чеського виробництва та тролейбуси моделі ЗіУ-682 радянського виробництва.
Нещодавно систему було скорочено, а більшість радянських тролейбусів було замінено більш новими моделями.

## Маршрути
Станом на 2022 рік тролейбусна мережа Єревану складається з п'яти маршрутів (№ 1, 2, 9, 10 та 15).

## Рухомий склад

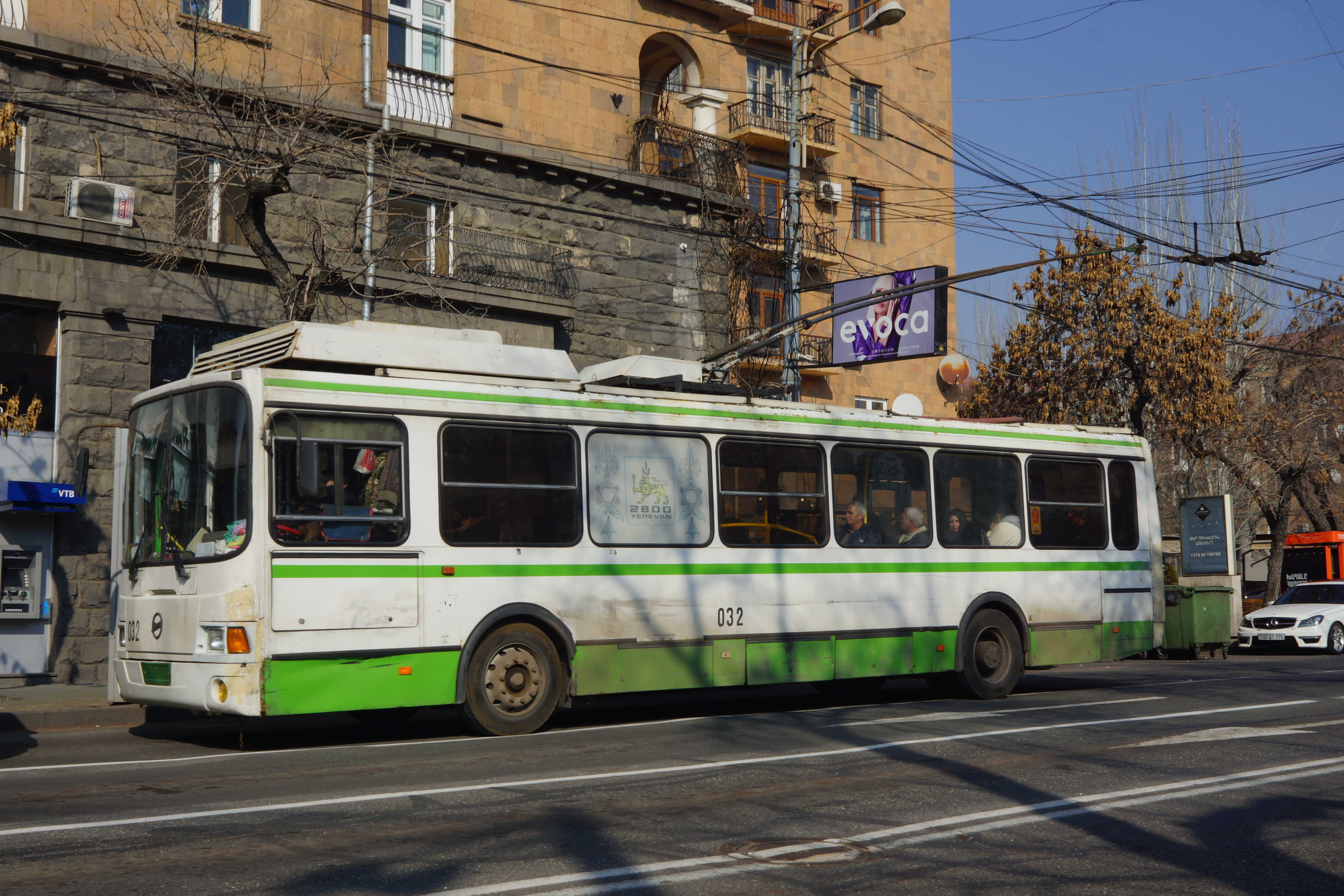
ЛіАЗ-5280 (ВЗТМ) № 032

Нині тролейбусний парк складається переважно з тролейбусів моделі Škoda 14Tr. Тролейбуси Škoda 9Tr та ЗіУ-682 виведені з експлуатації.

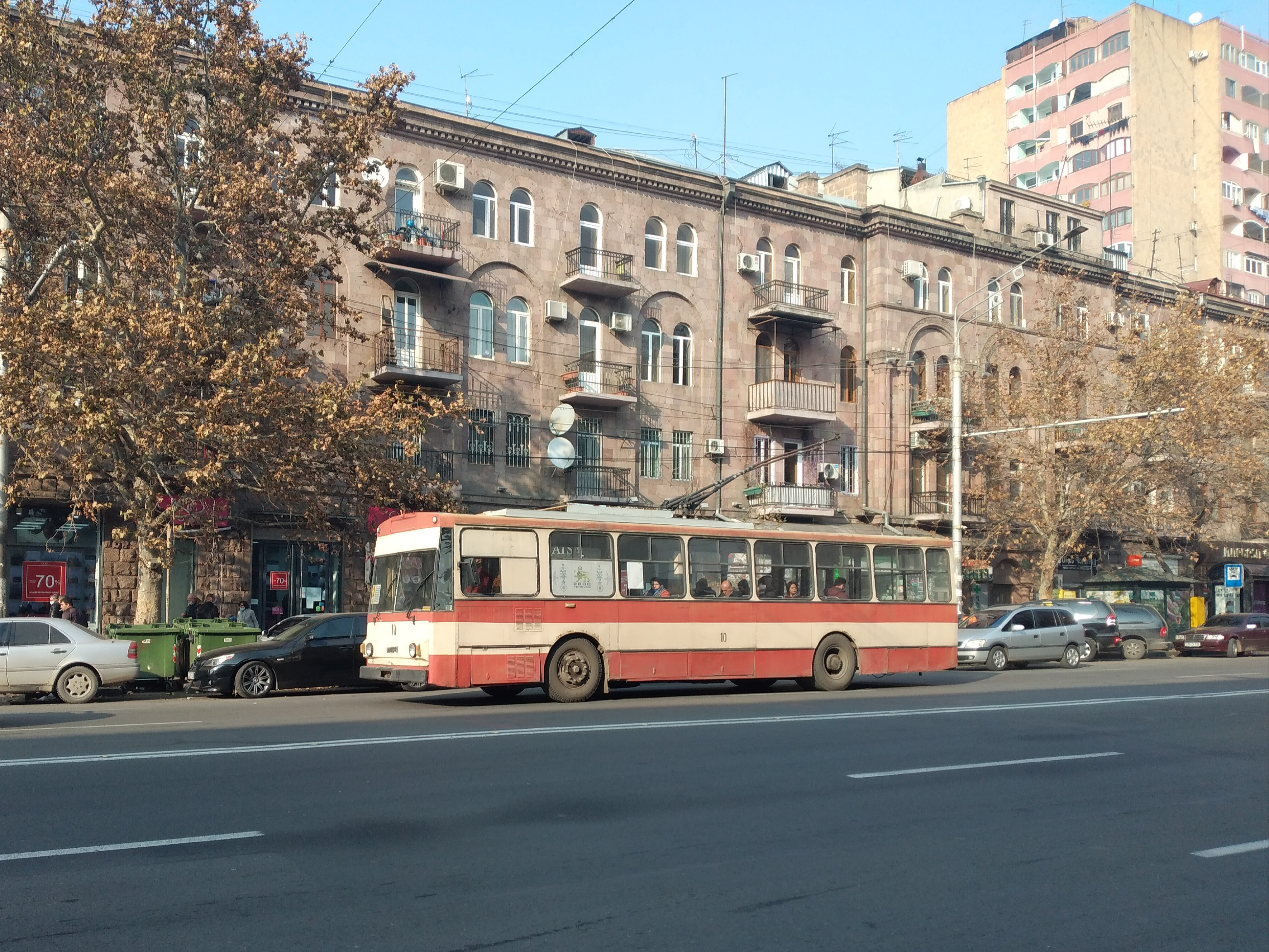
Škoda 14Tr02/6 (№ 010)

Найновіші наявні тролейбуси ЛіАЗ-5280 російського виробництва та вживані тролейбуси моделі Berliet ER100, які раніше працювали на маршрутах у французькому місті Ліон.

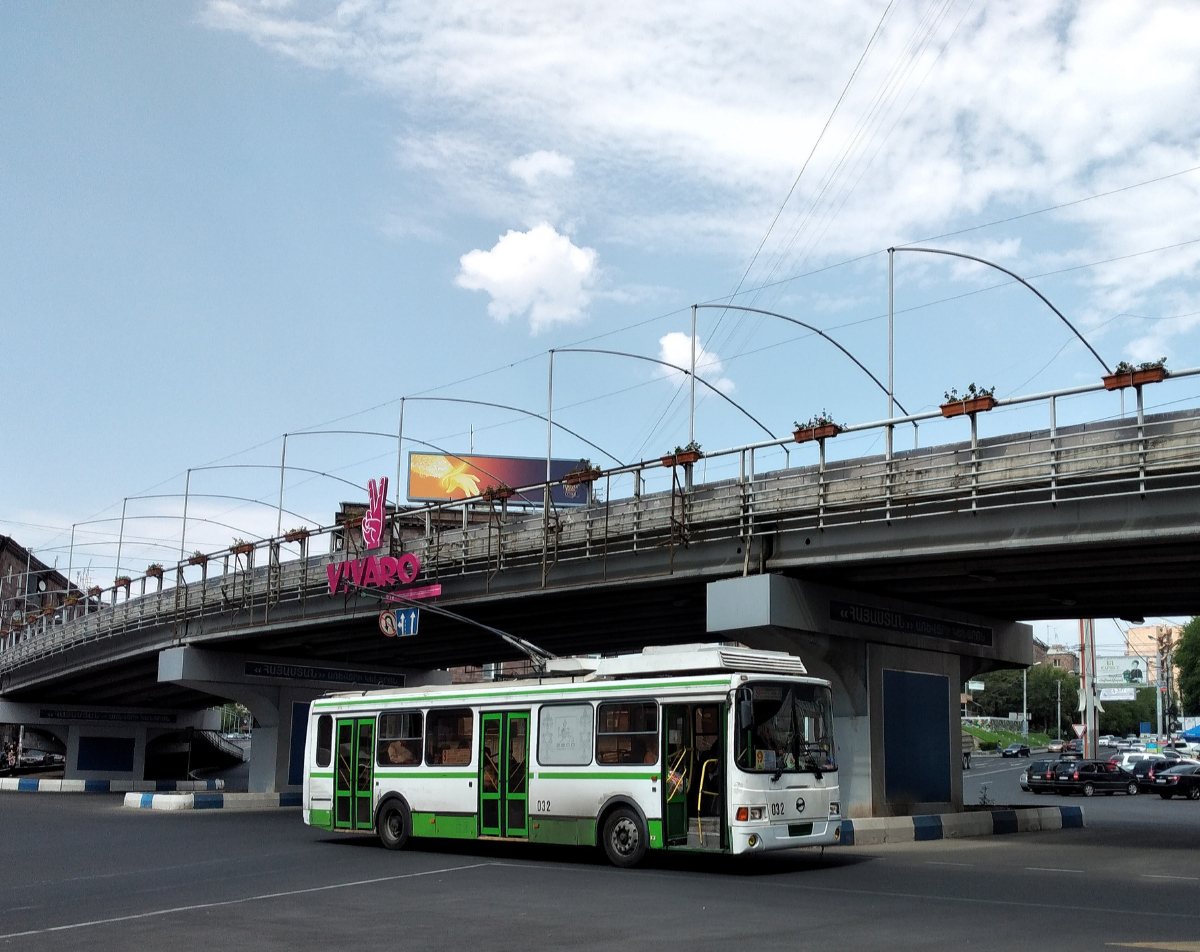
ЛіАЗ-5280 (№ 032) на площі Барекамутян

19 жовтня 2022 року стало відомо, що очікується придбання 15 тролейбусів, придбаних за кошти муніципалітету Єревана в рамках реформ у транспортній сфері, а згодом надійдуть до столиці ще 15 тролейбусів, які будуть придбані за підтримки уряду Вірменії, що оновить тролейбусний парк, а у подальшому передбачено розширити тролейбусну мережу з відкриттям нових маршрутів, проте без будівництва контактної мережі.

## Подія
16 вересня 1976 року тролейбус, маршрут якого пролягав вздовж Єреванського водосховища став некерованим та з'їхав з греблі у водосховище. Нещасний випадок помітив Шаварш Карапетян, багаторазовий чемпіон зі швидкісного плавання, під час ранкової пробіжки з братом Камо, також пловцем.
Тролейбус знаходився на дні водосховища на відстані близько 25 метрів від берега та на глибині 10 метрів. Шаварш Карапетян пірнув до тролейбуса і, в умовах майже нульової видимості через підйом мулу, ногами розбив заднє скло. Тролейбус був майже заповнений, на борту знаходилося 92 пасажири. Шаварш Карапетян знав, що в нього обмаль часу, тому на порятунок кожної людини міг витрачати не більш 30-35 секунд.
Карапетян зміг врятувати 20 пасажирів, проте йому довелося завершити спортивну кар'єру: він 45 днів не приходив до тями через переохолодження у воді та численні порізи, а також сепсис, яий почався згодом (водосховище було забруднене неочищеними каналізаційними стоками); ускладнення на легені також не дозволяли йому продовжити кар'єру.

## Галерея

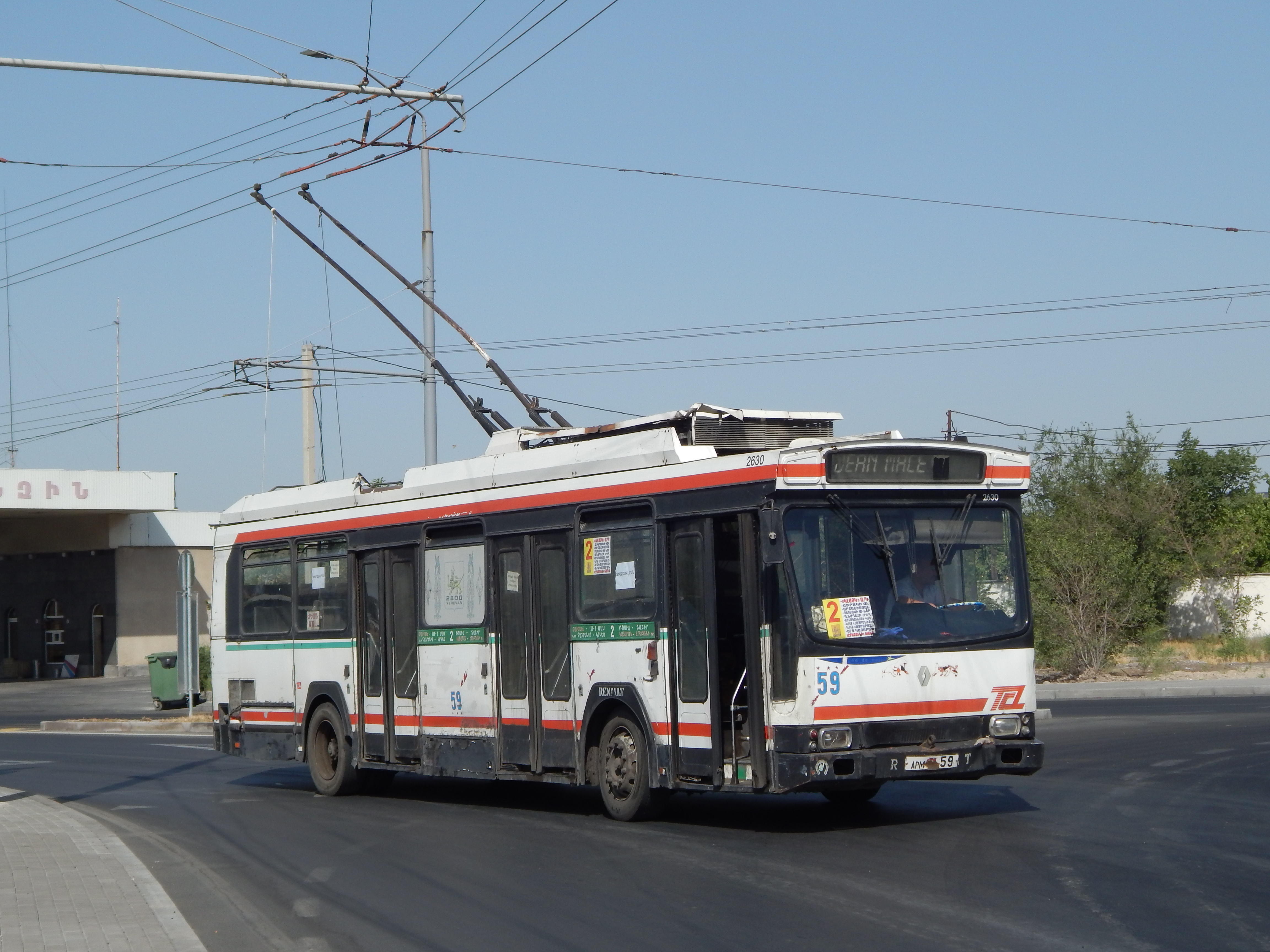
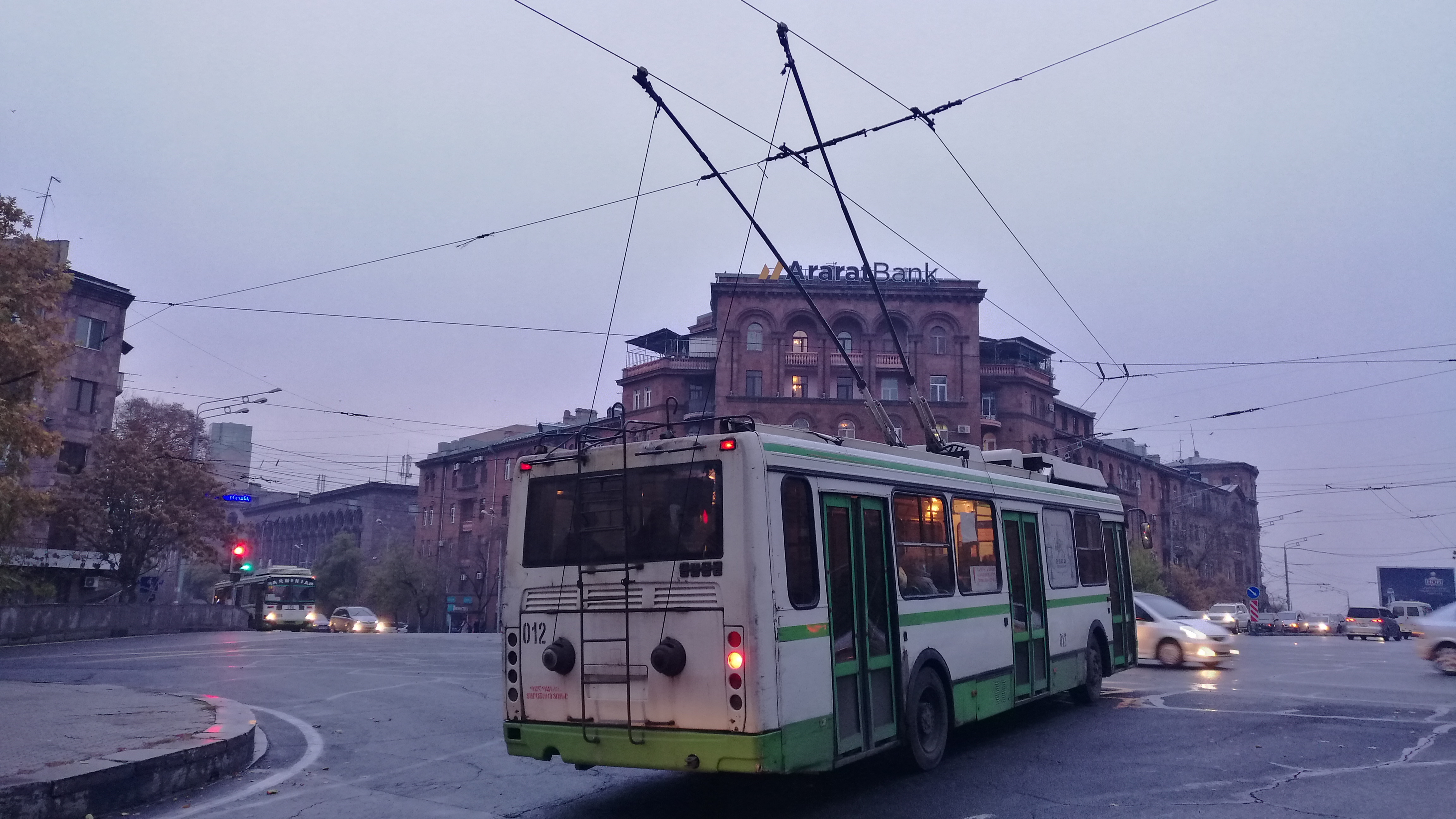
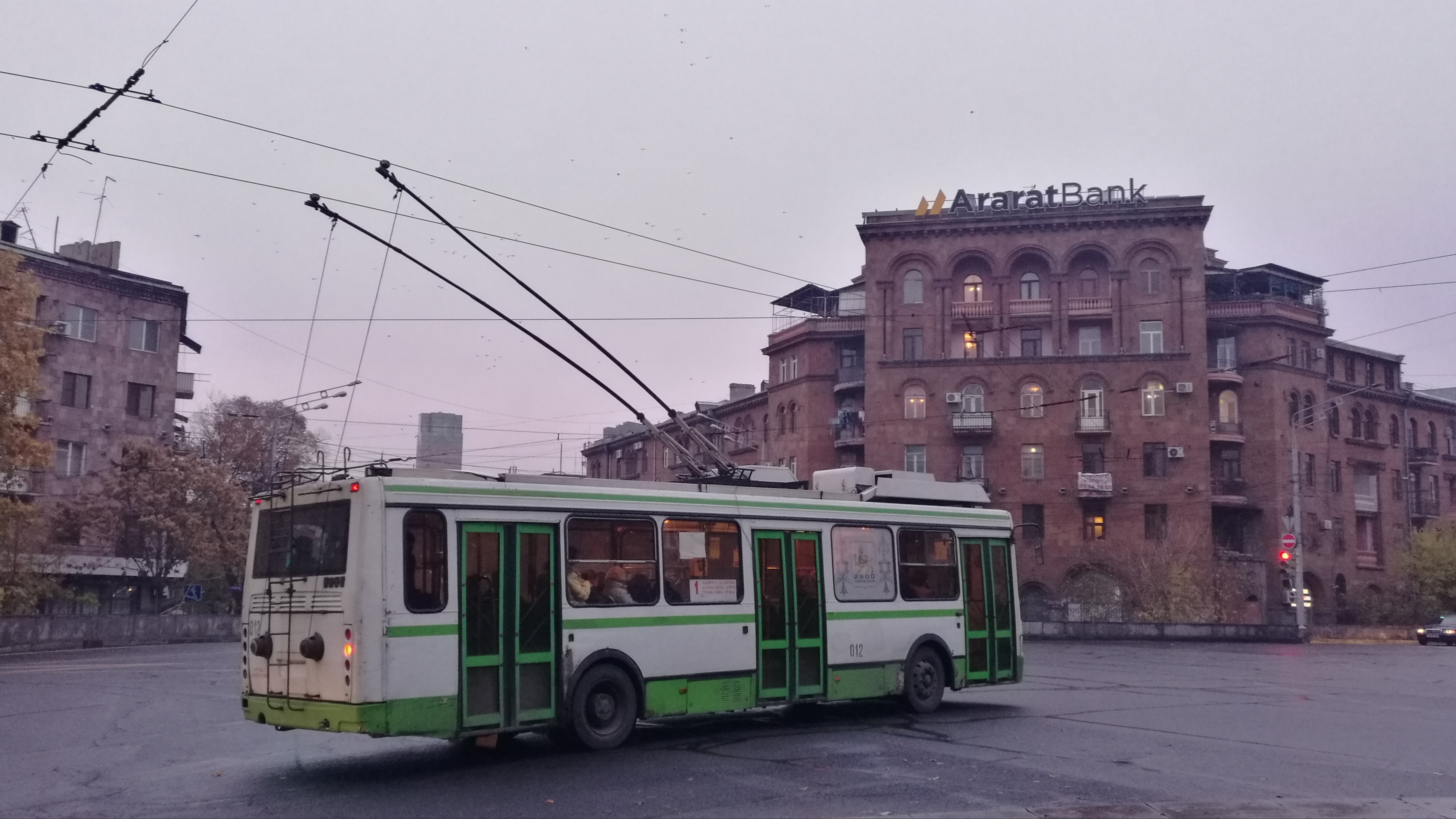
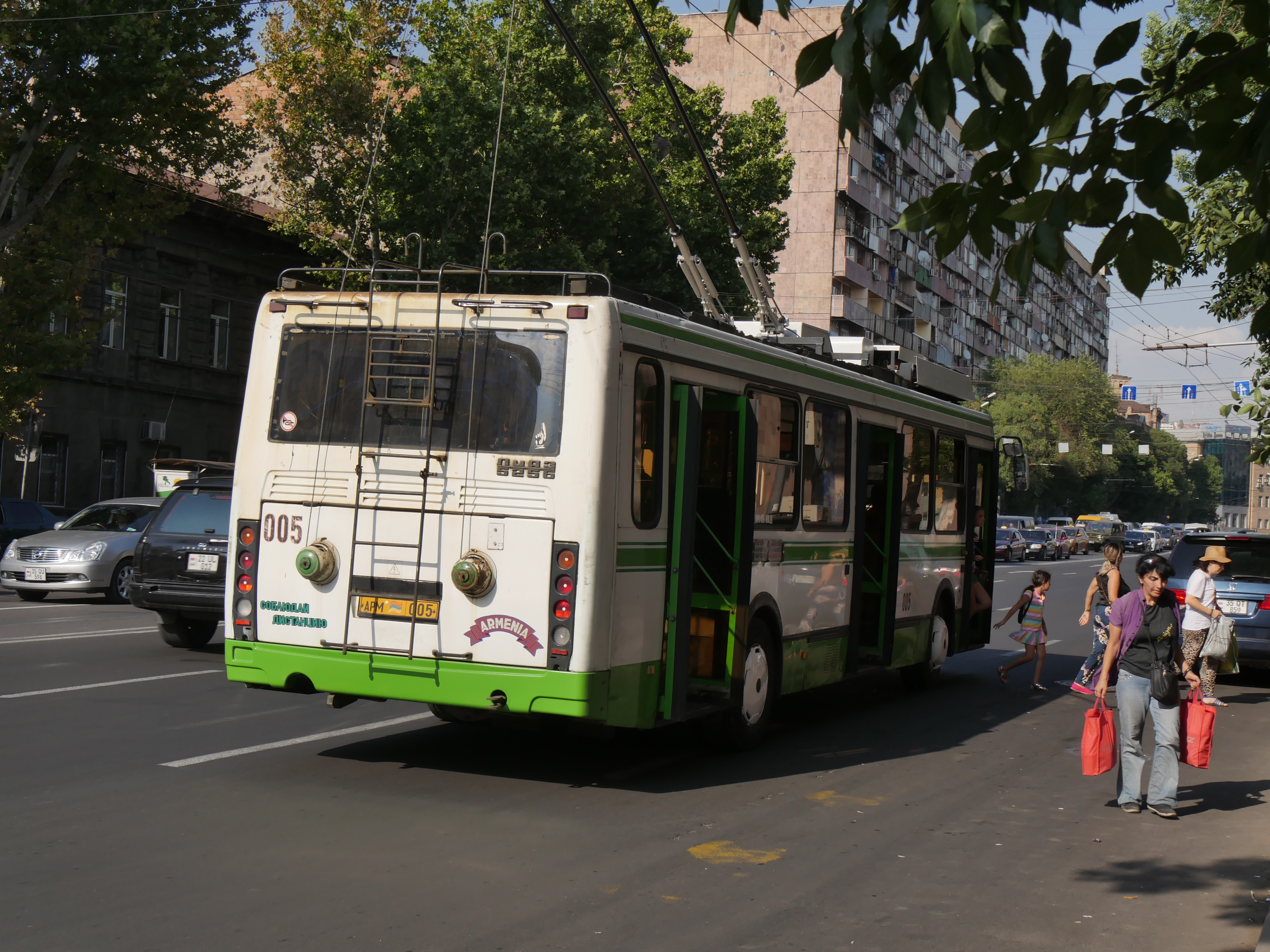
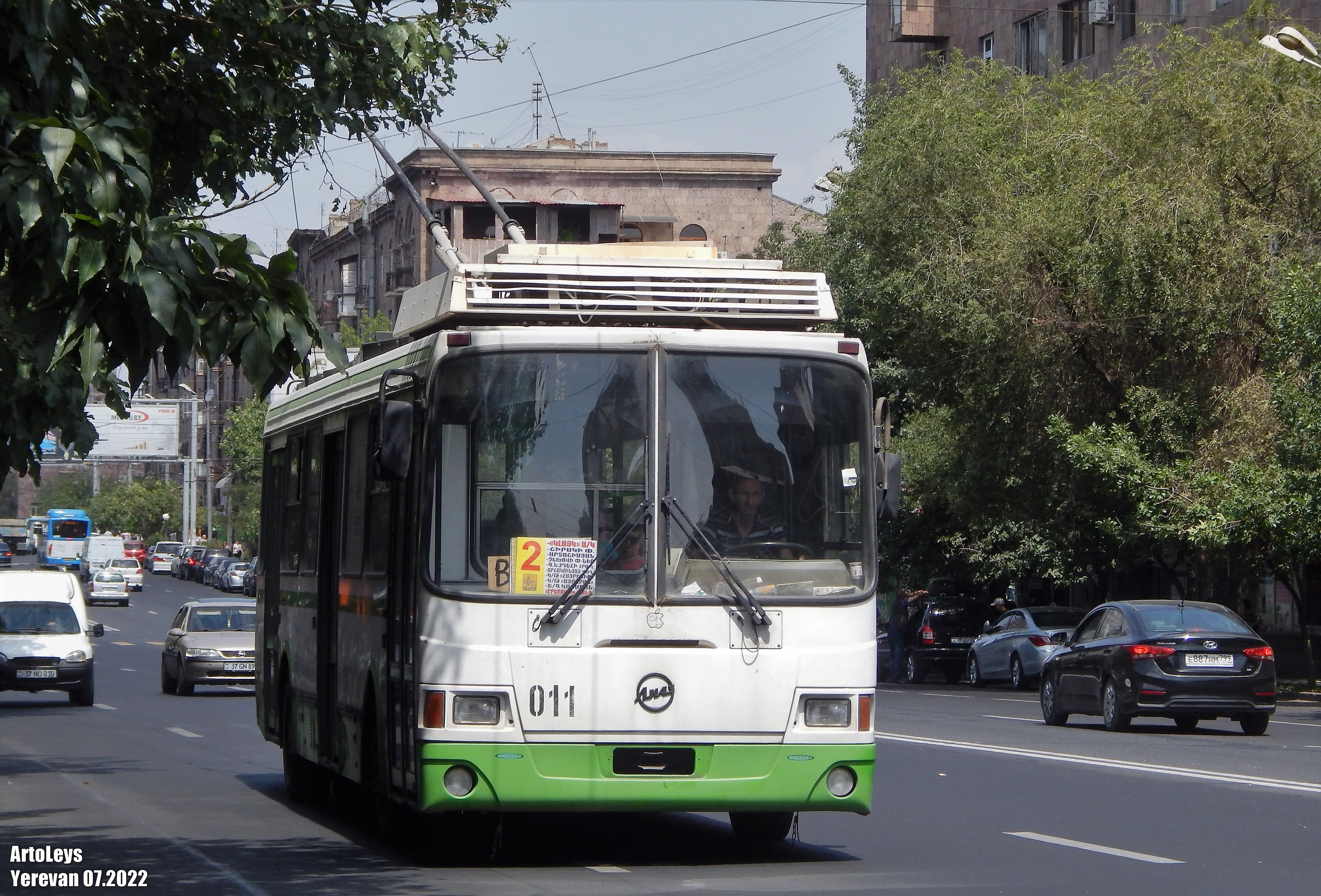
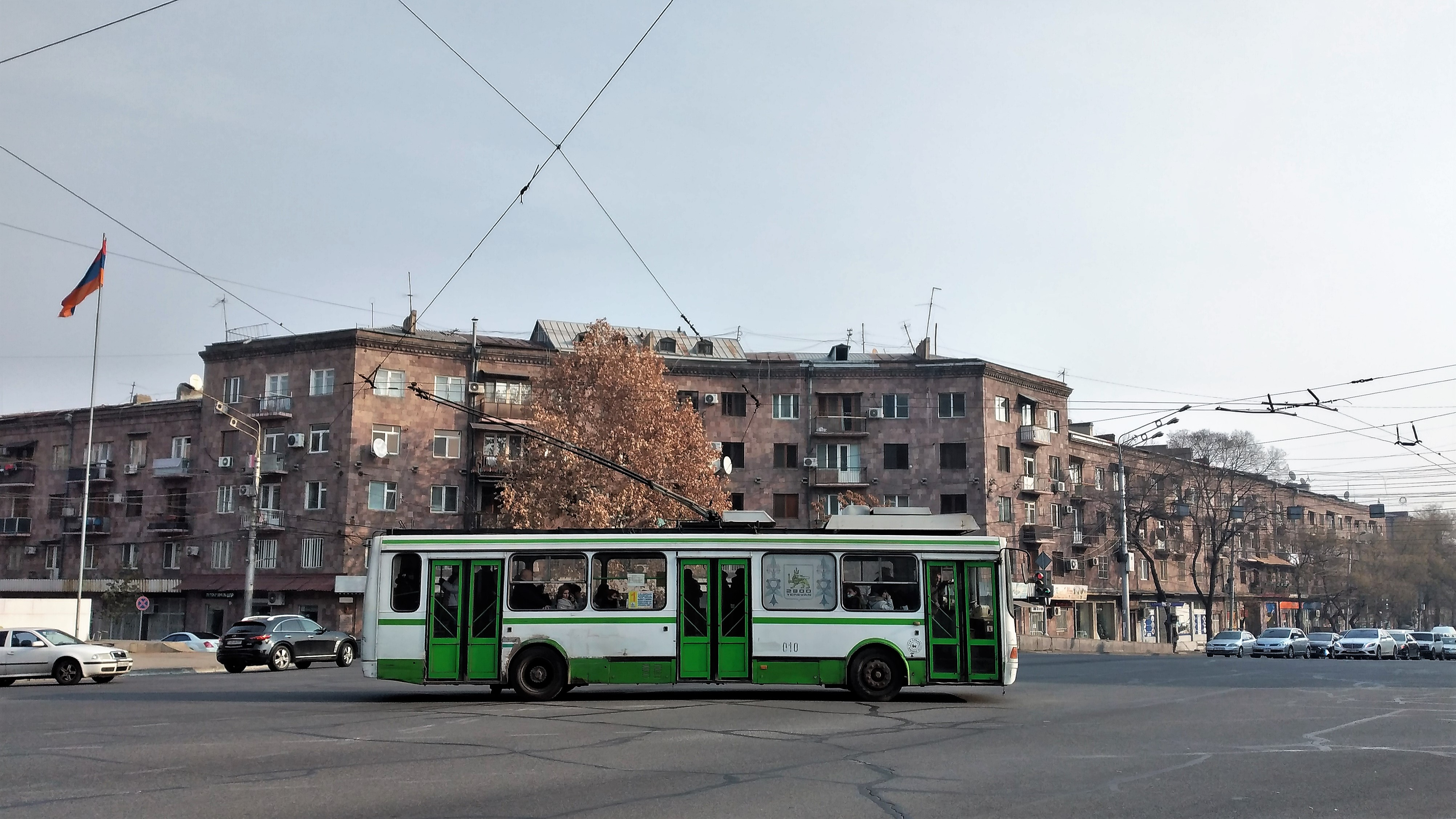
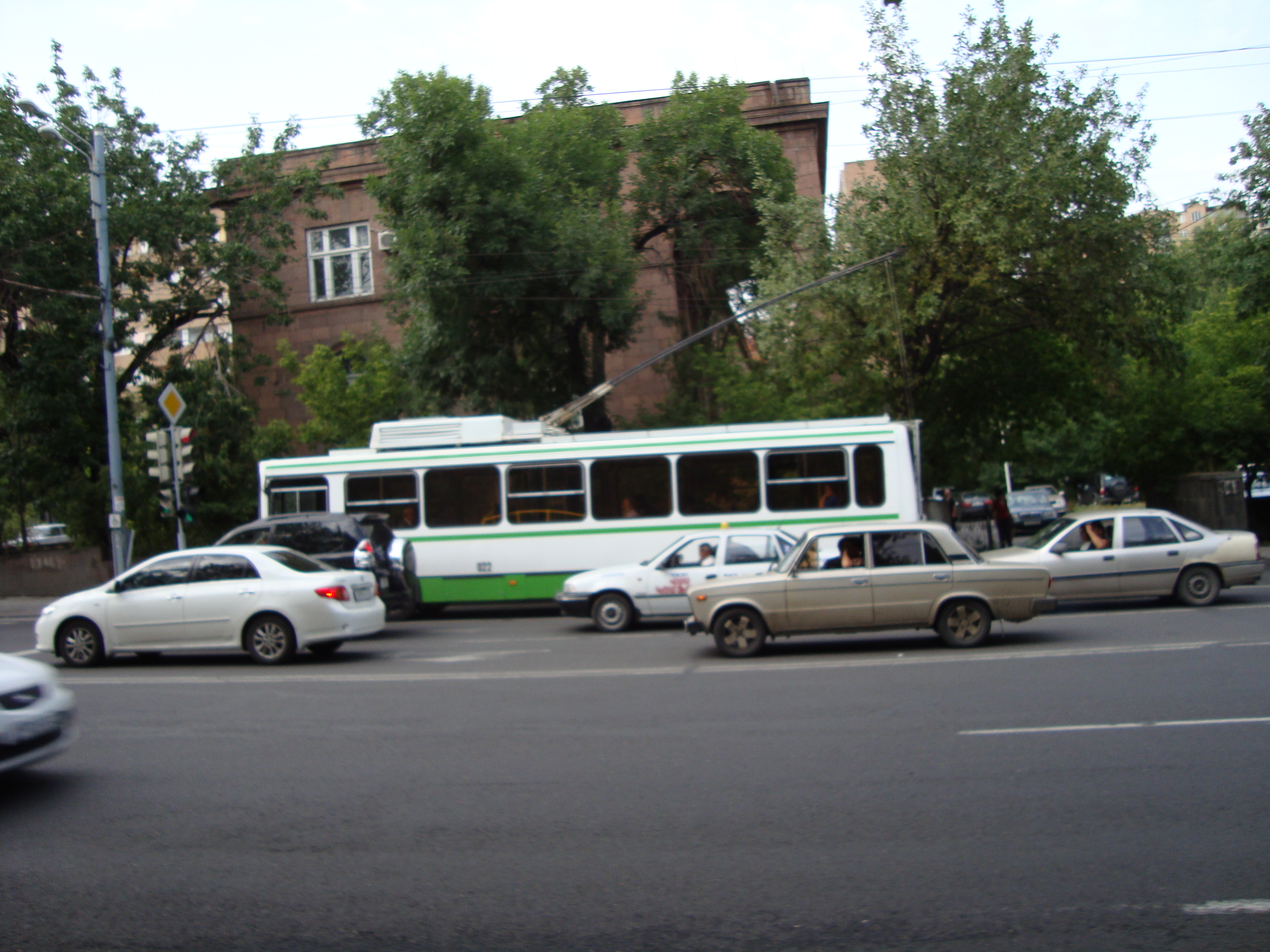
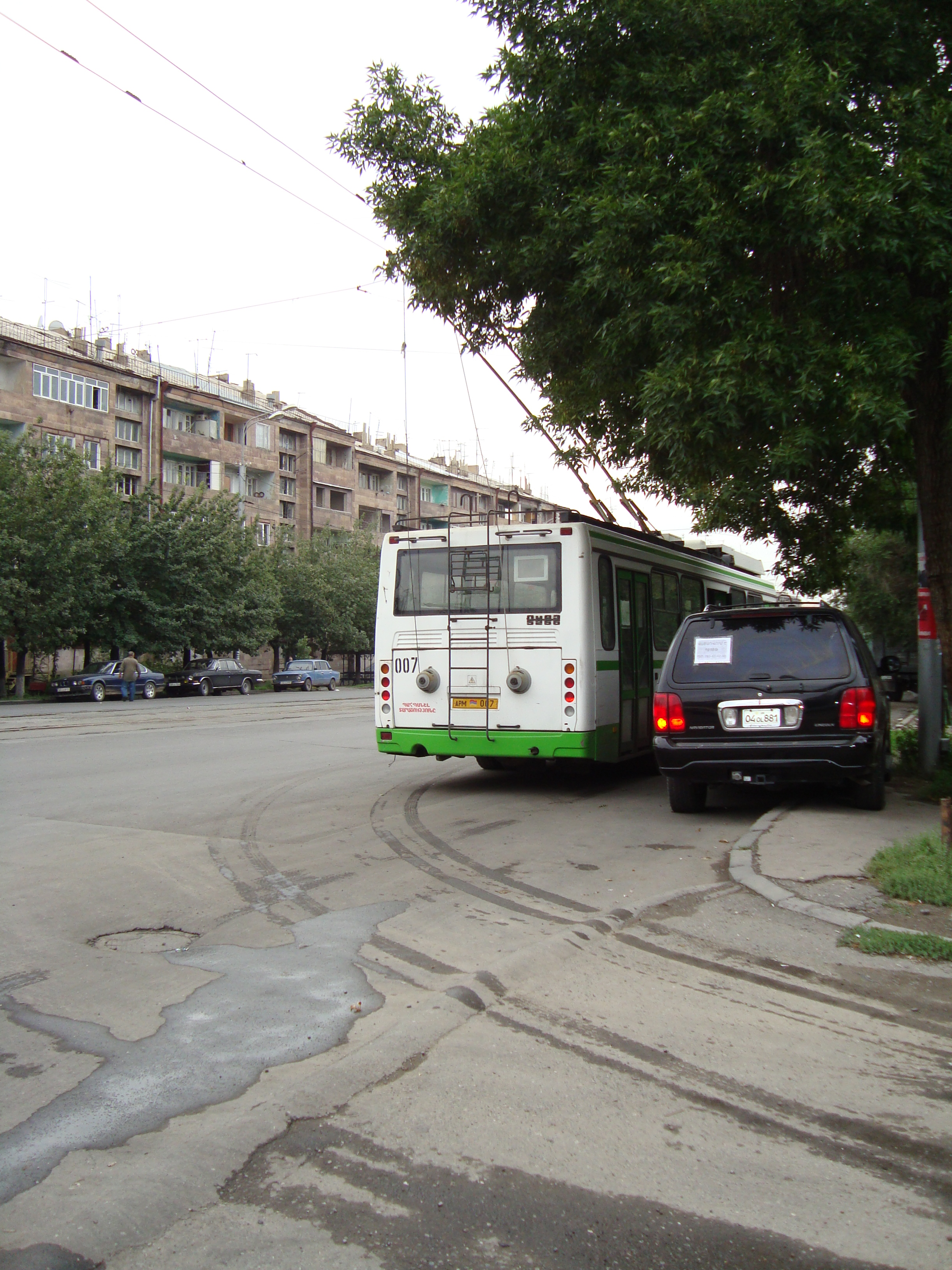
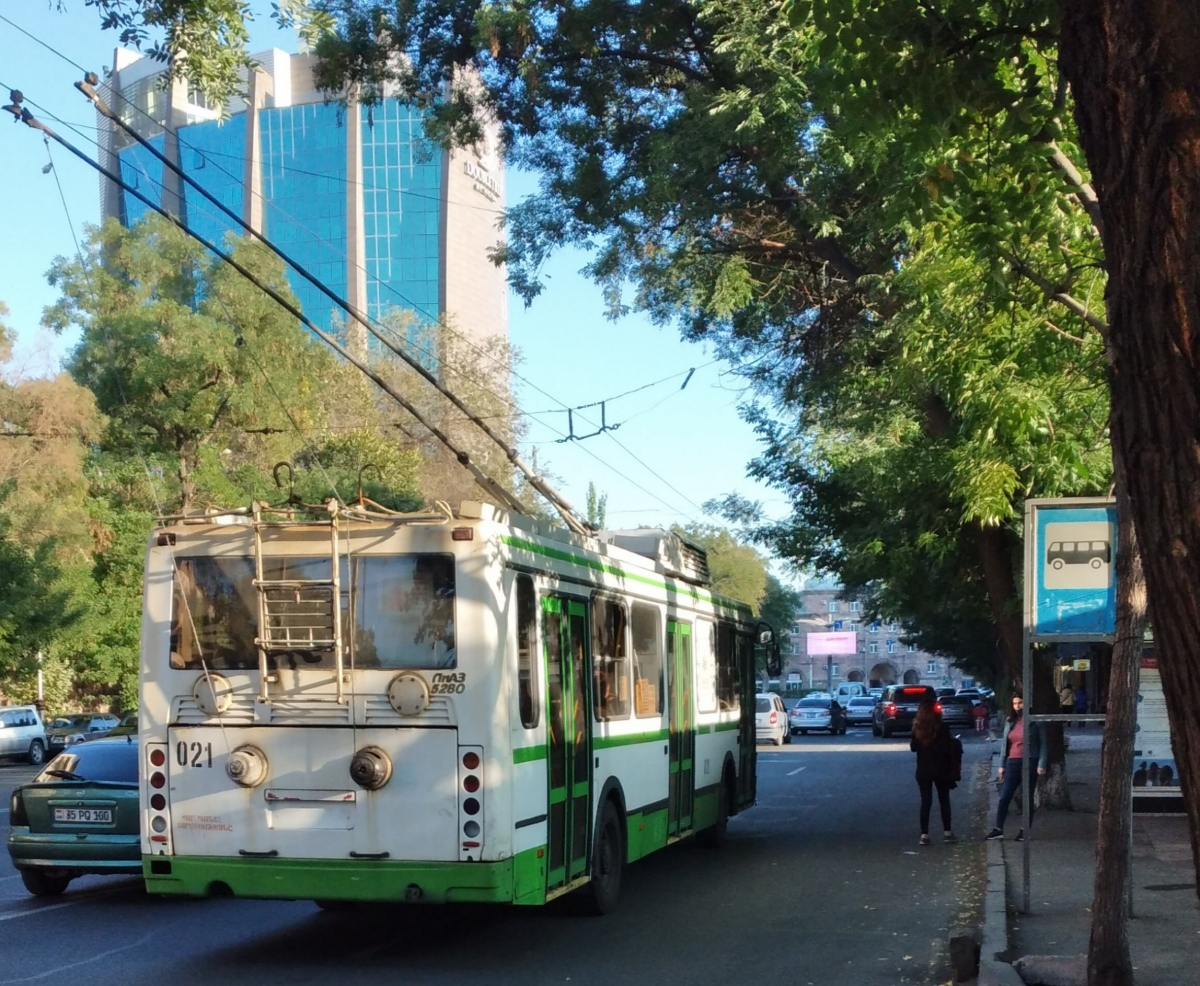
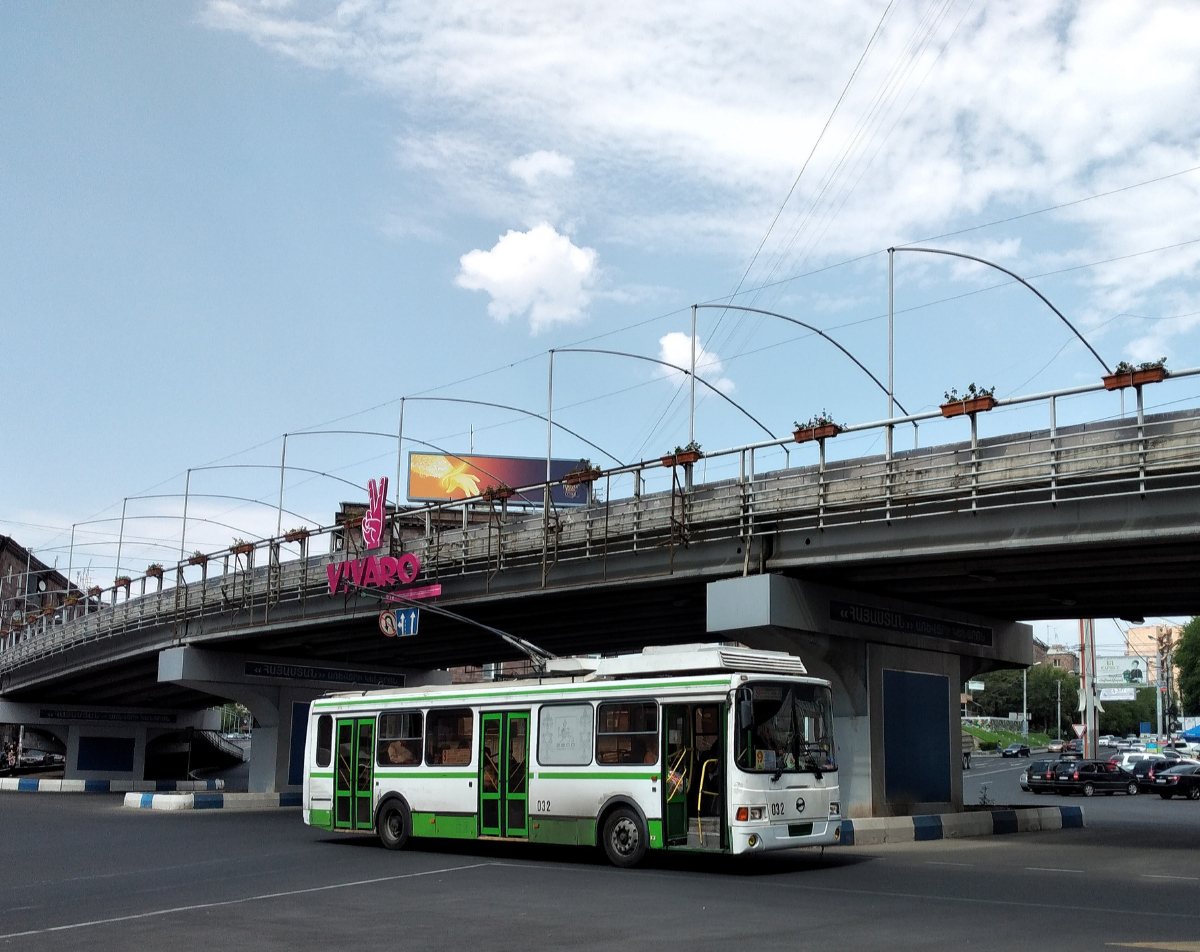
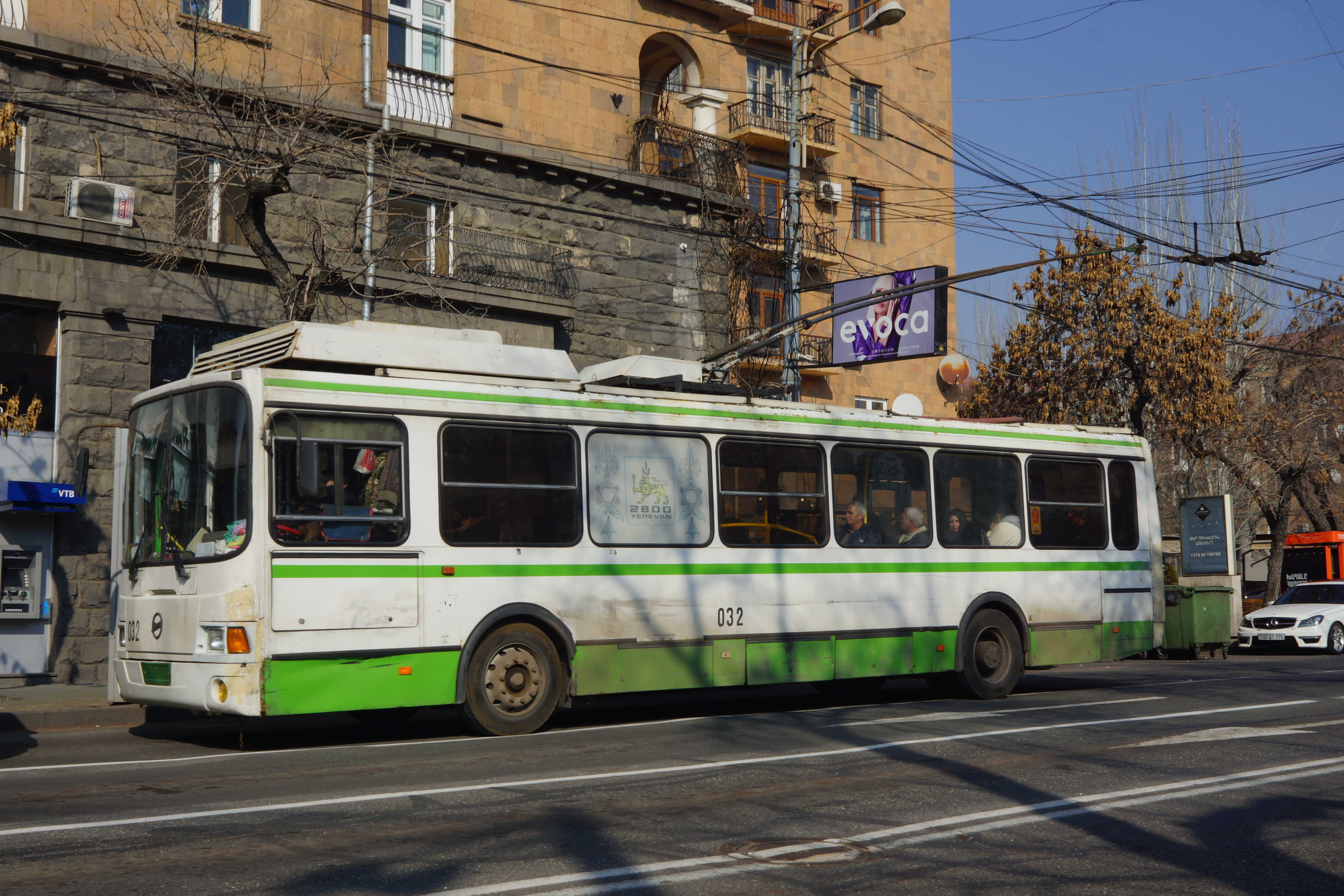
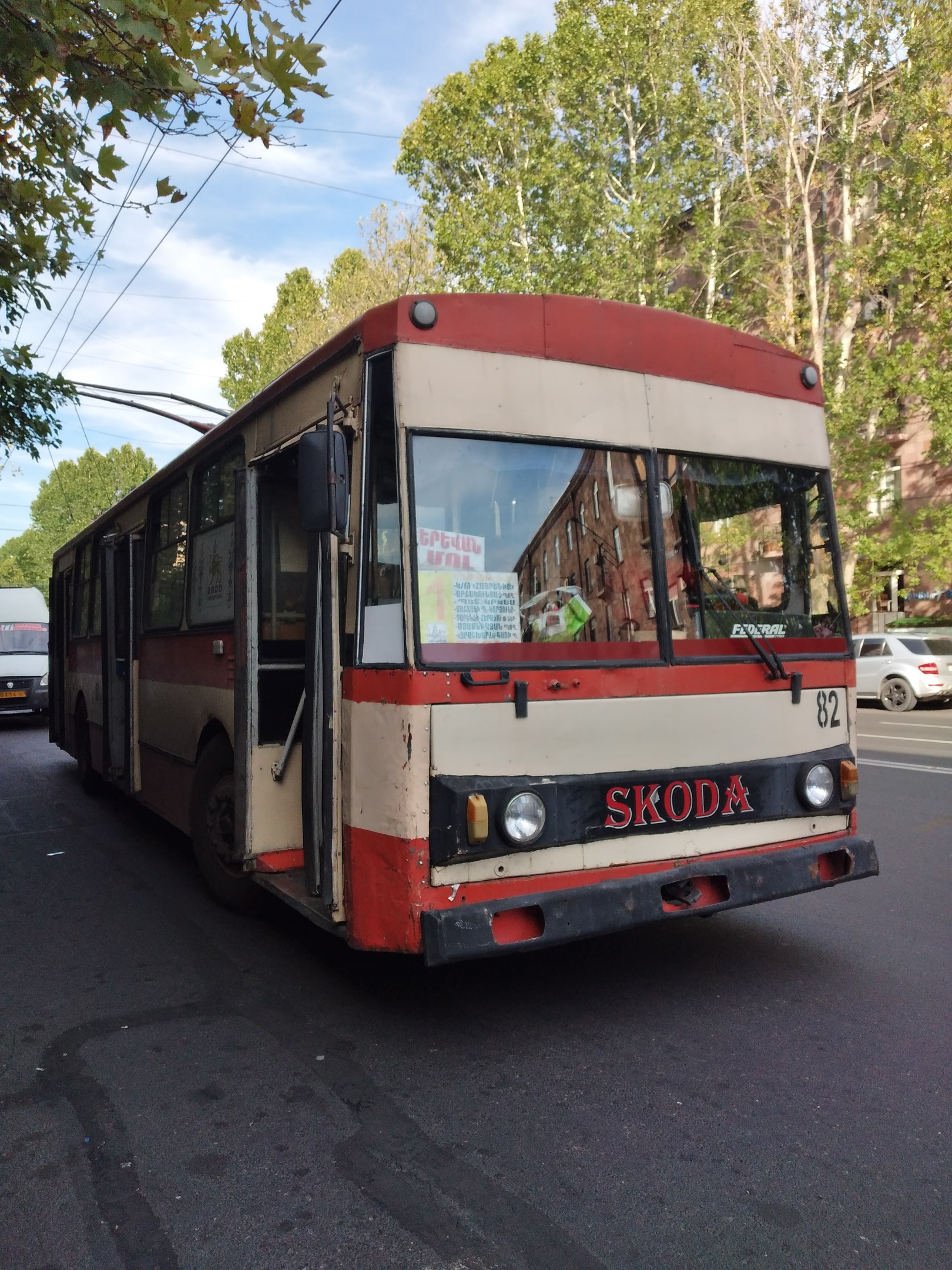
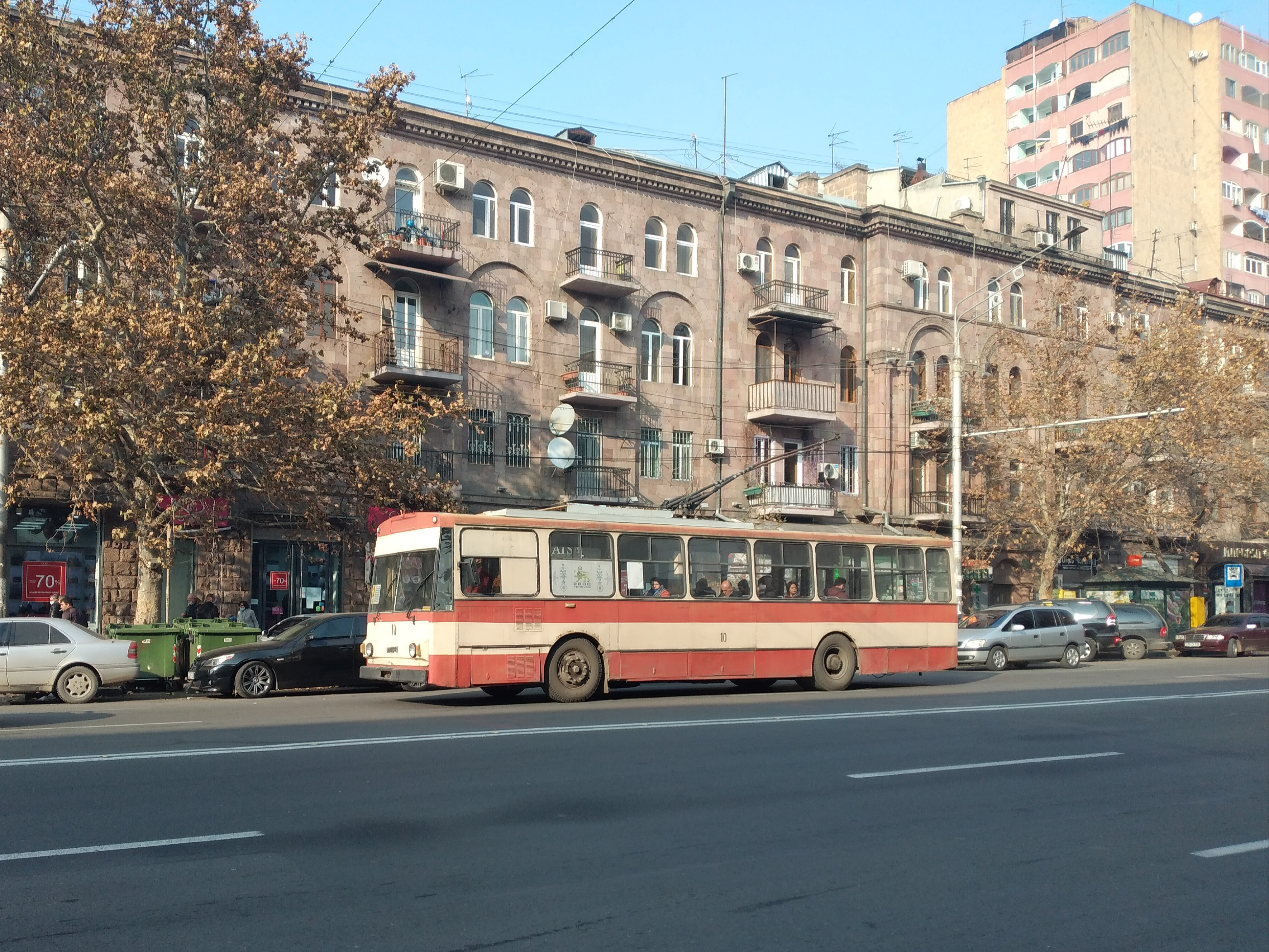
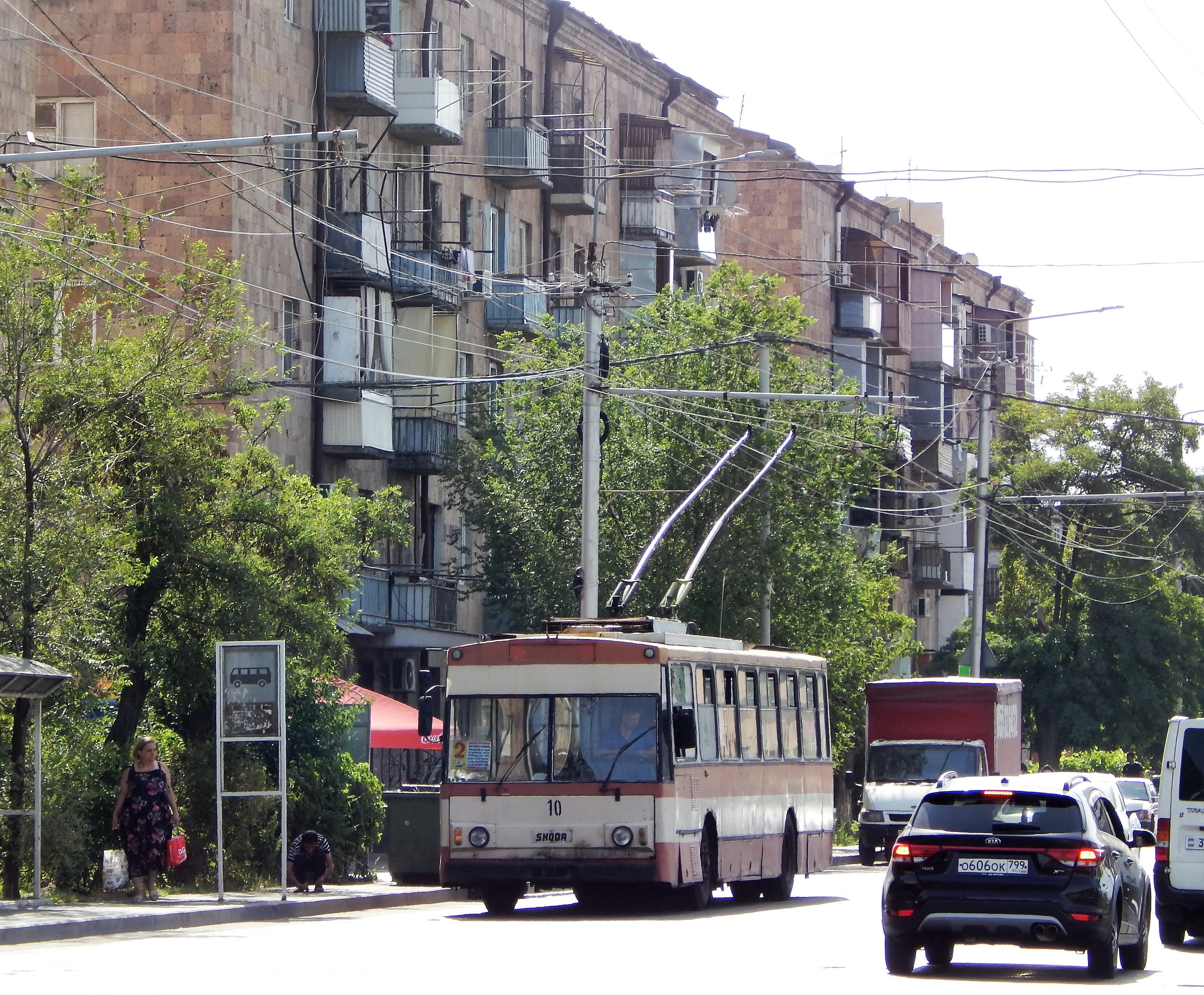
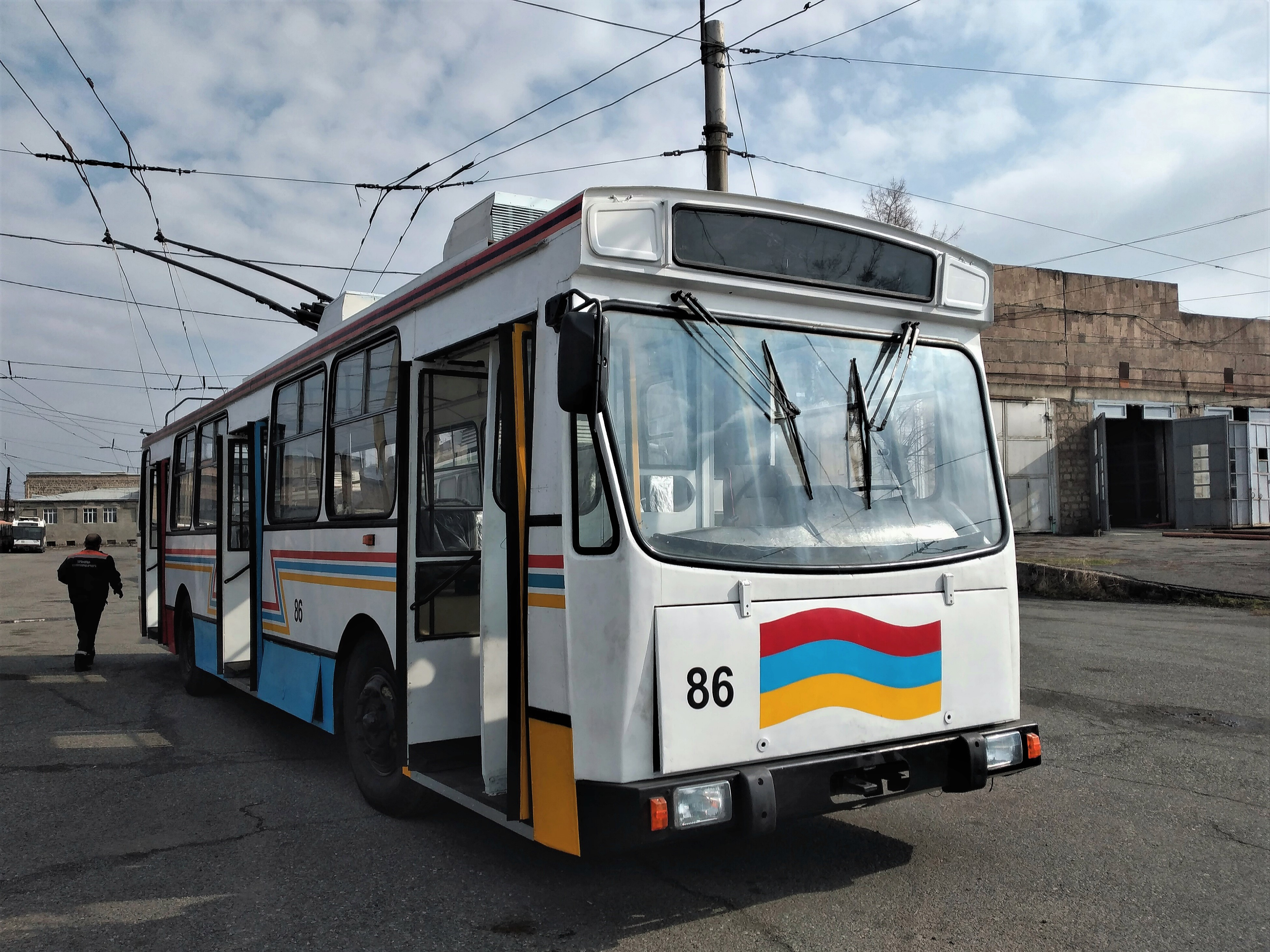
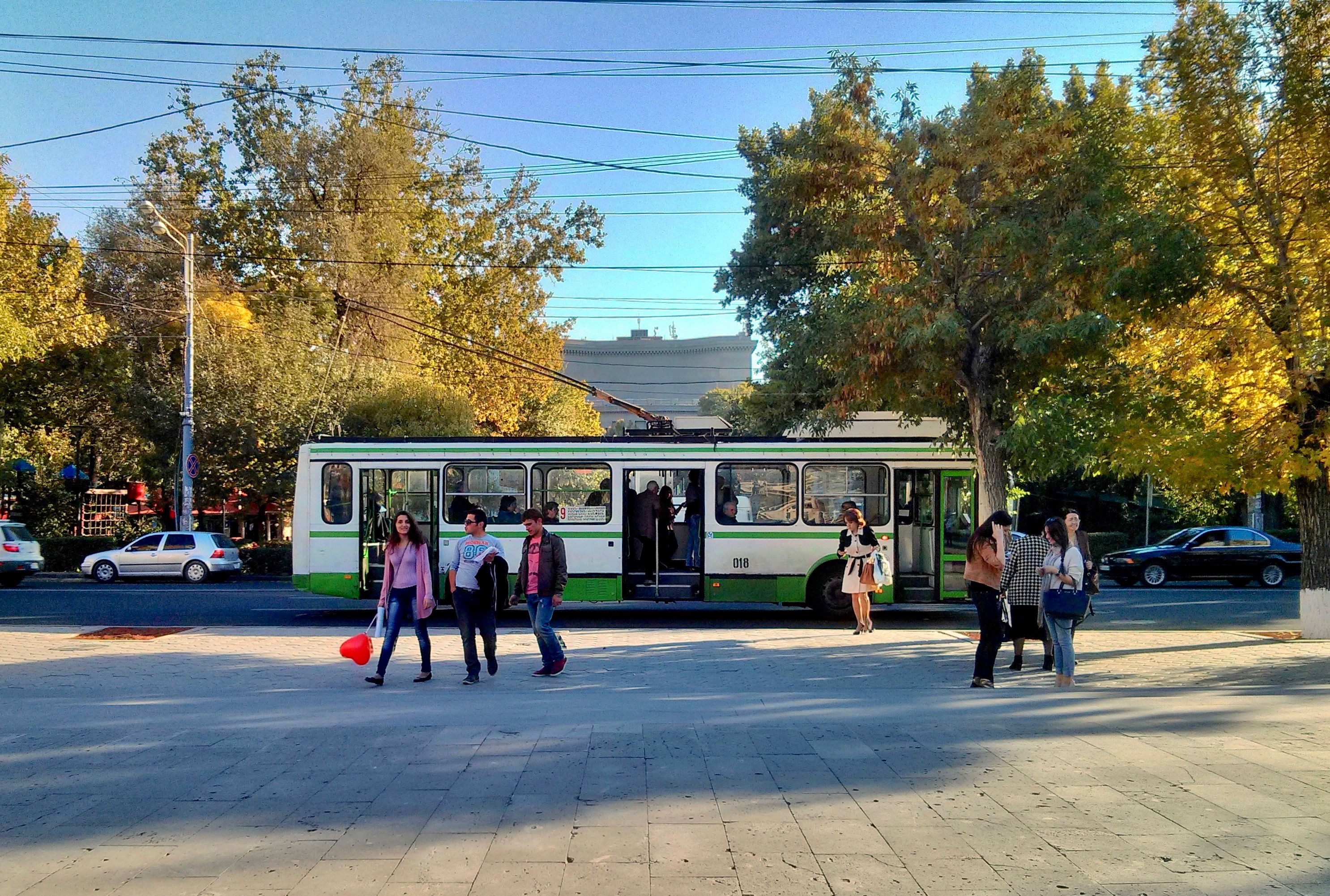
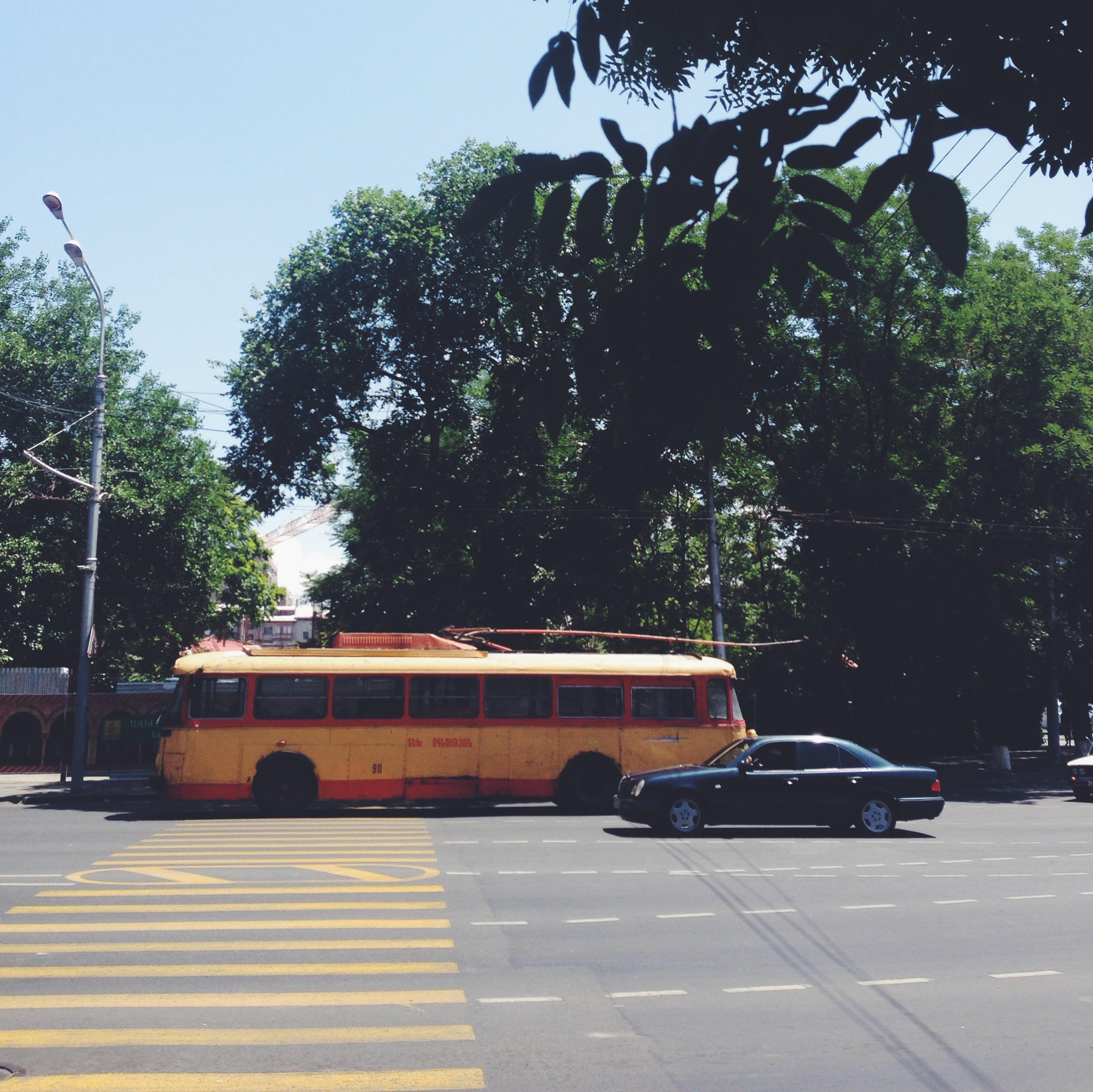
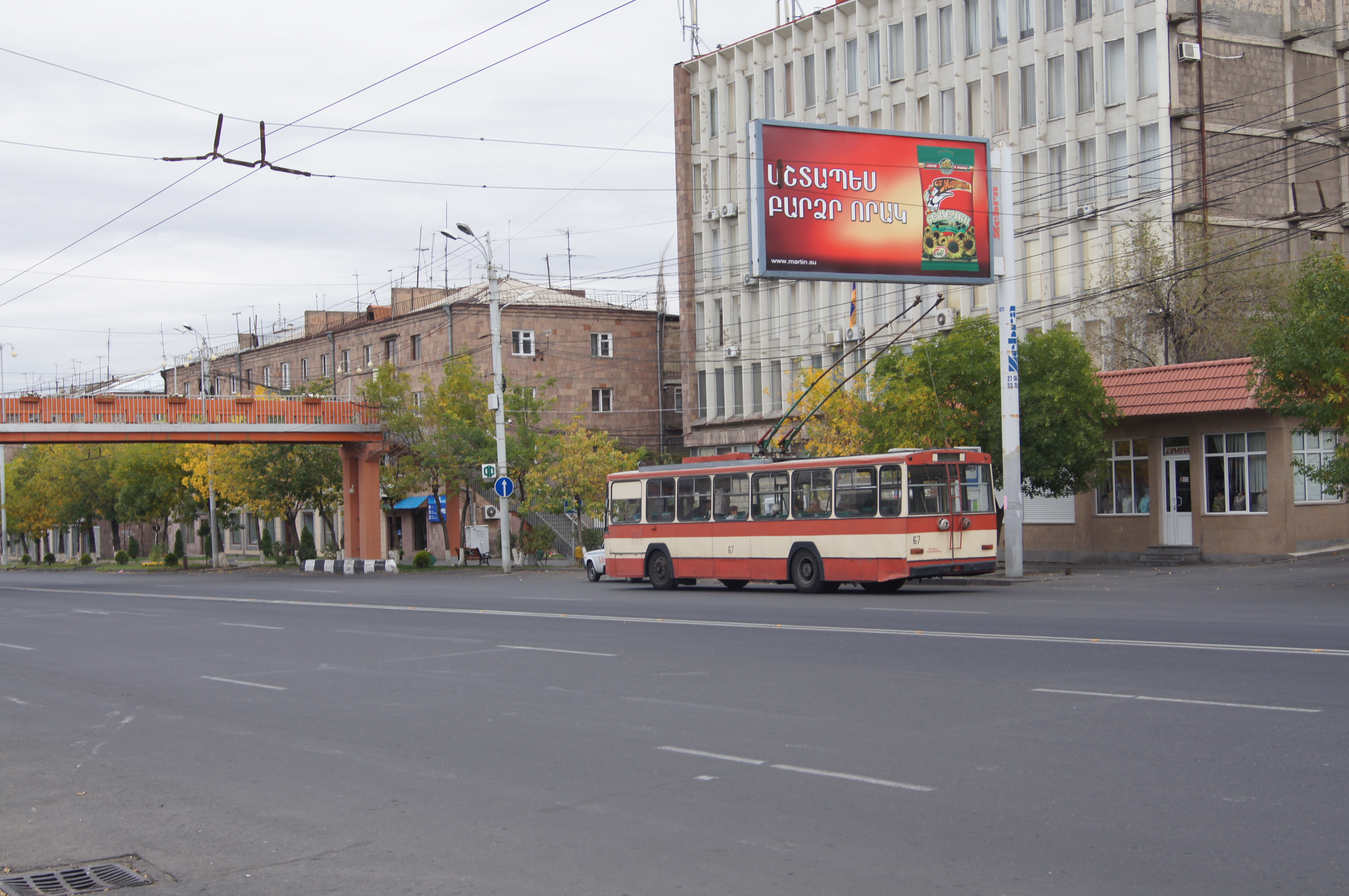
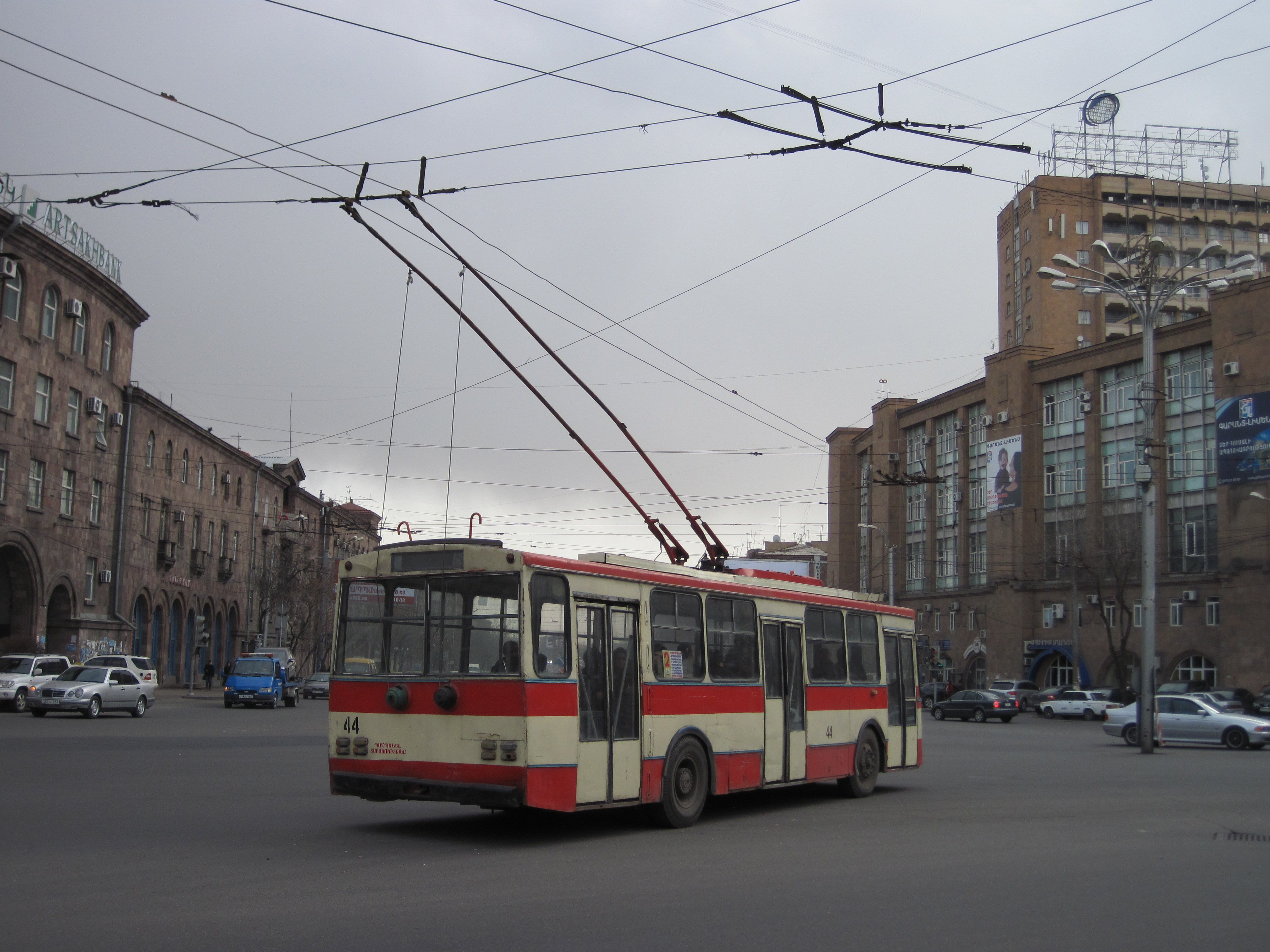
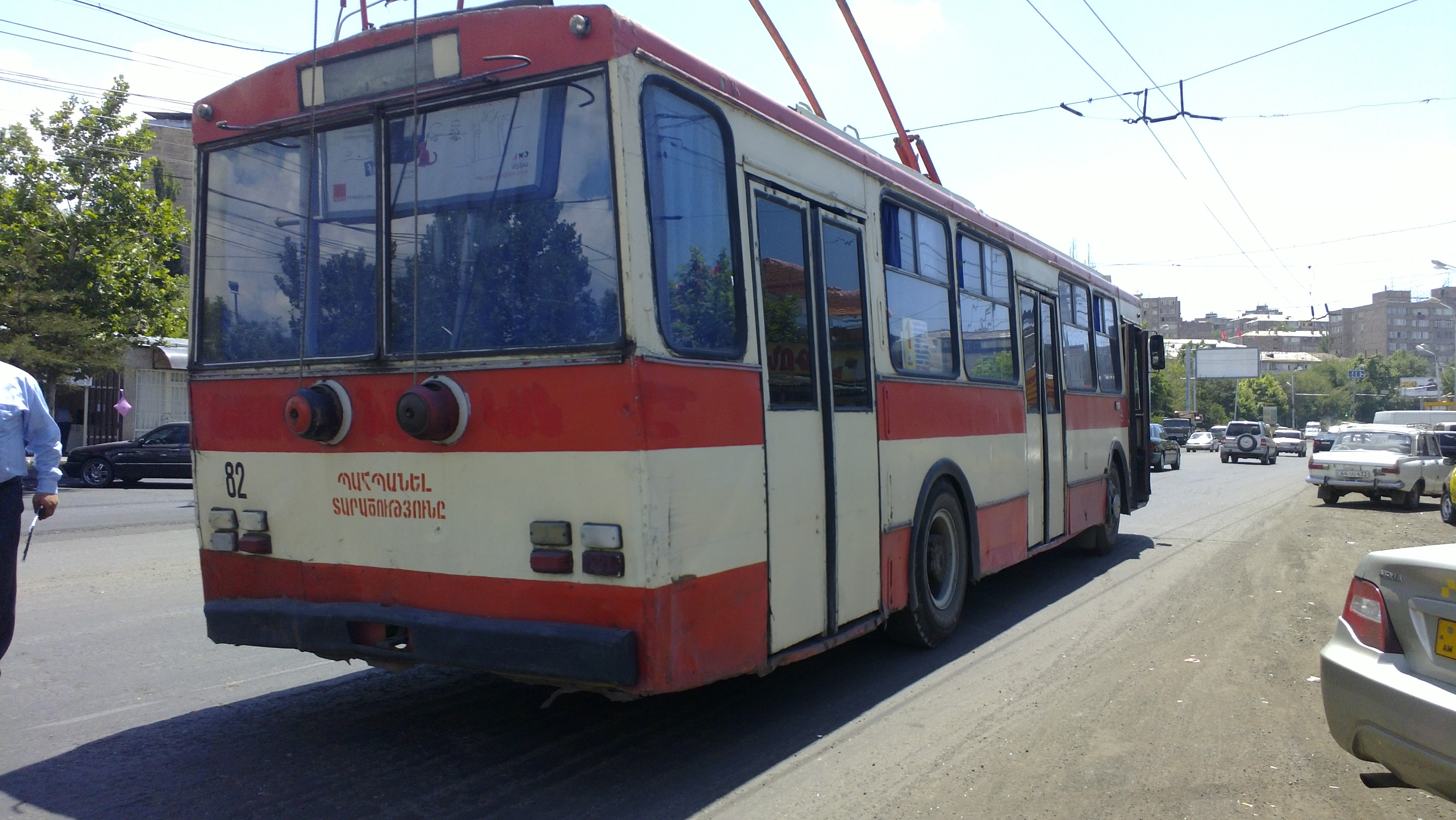
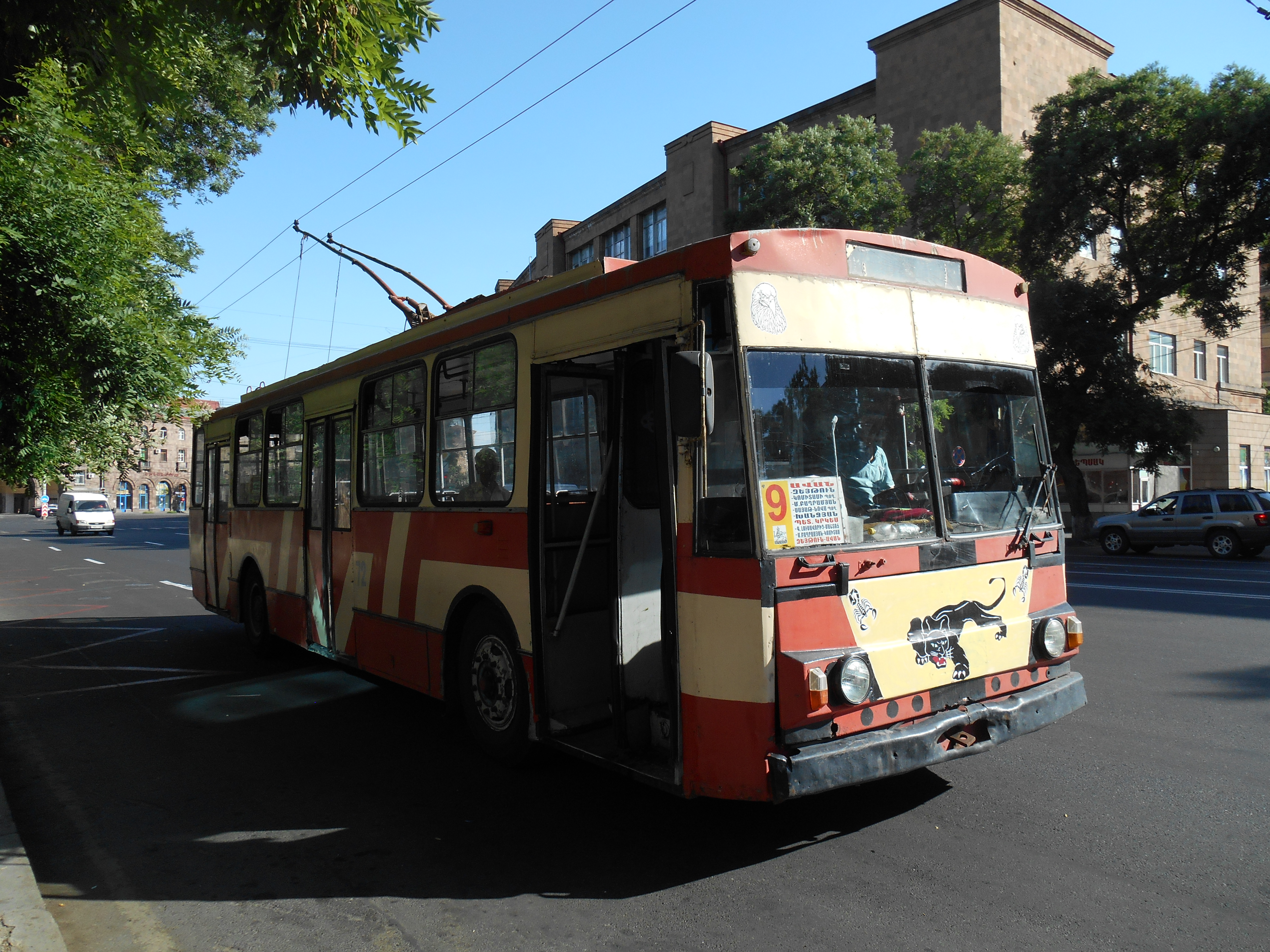
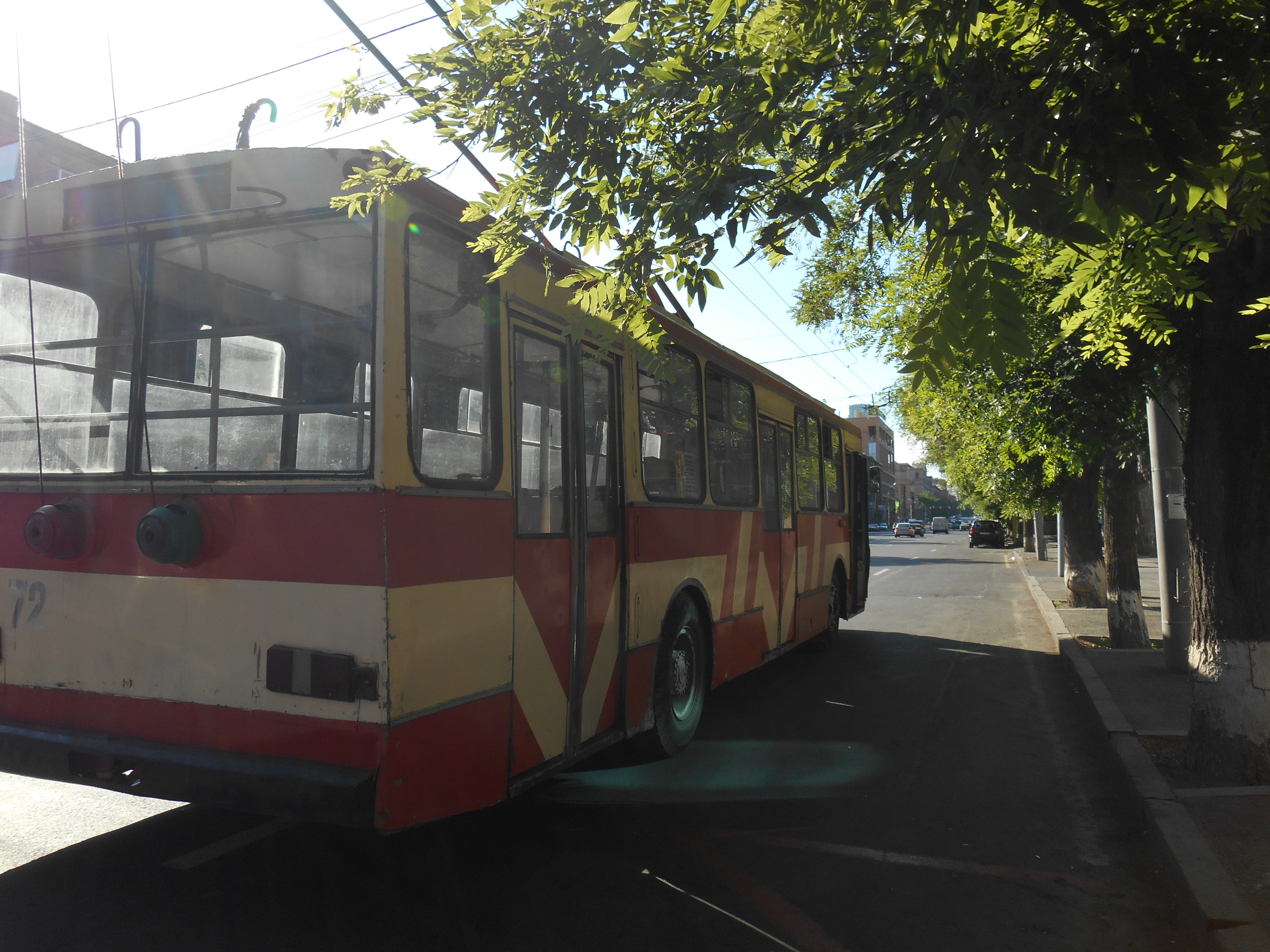
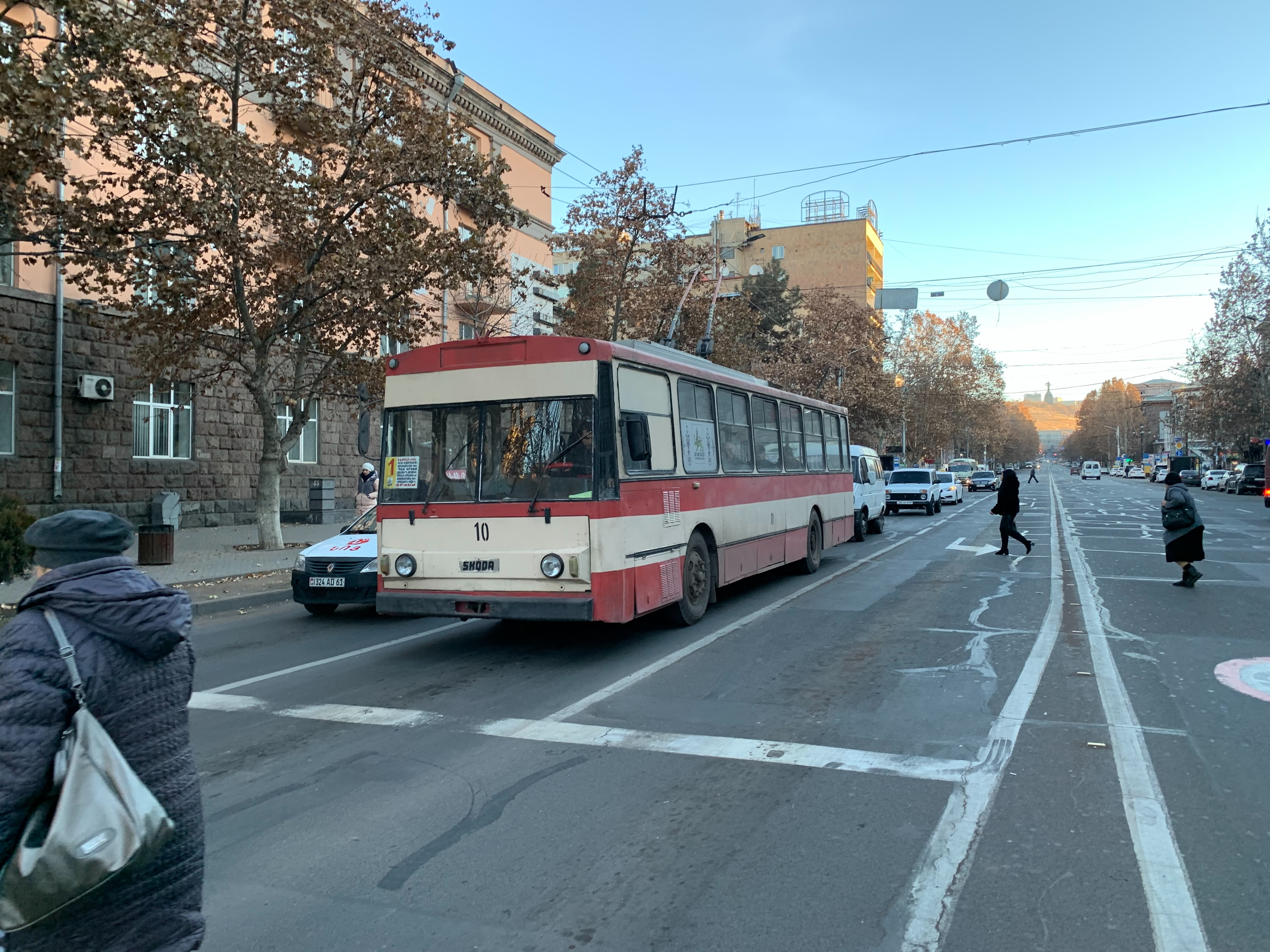